# João José de Araújo Gomes
João José de Araújo Gomes, primeiro barão de Alegrete (Rio de Janeiro, 15 de novembro de 1791 — Rio de Janeiro, 30 de março de 1862), foi um nobre brasileiro.
Casou-se com D. Joaquina de Oliveira Álvares, feita primeira baronesa de Alegrete, gerando descendência da qual destaca-se José Maria de Araújo Gomes, segundo barão de Alegrete.

## Títulos nobiliárquicos e honrarias
Barão de Alegrete
Título conferido por decreto imperial em 15 de novembro de 1846. Faz referência à cidade gaúcha de Alegrete.